# Aciculacarus amilis
Aciculacarus amilis är en kvalsterart som beskrevs av Cook 1983. Aciculacarus amilis ingår i släktet Aciculacarus och familjen Hygrobatidae. Inga underarter finns listade i Catalogue of Life.